# Caccamo
Caccamo es una localidad italiana de la provincia de  Palermo, región de Sicilia, con 8386 habitantes.

## Evolución demográfica
| Gráfica de evolución demográfica de Caccamo entre 1861 y 2001 |
|                                                               |
| Fuente ISTAT - Elaboración gráfica por parte de Wikipedia     |